# Birgit Bonnier (manzana)
Birgit Bonnier es el nombre de una variedad cultivar de manzano (Malus domestica). 
Un híbrido de manzana 'Cortland' x 'Lord Lambourne', y originaria de Suecia. Fue introducido en los circuitos comerciales en 1988. Las frutas tienen un sabor agradable. Esta variedad tiene cierta resistencia a la sarna del manzano y al mildiu. Tolera la zona de rusticidad delimitada por el departamento USDA, de nivel 1 a 4.

## Sinonimia
- "Biggan".

## Historia
'Birgit Bonnier' es una variedad de manzana, que fue criada por P. Bergendal en 1946 en "Lantbrukshögskolan, Balsgård" (Centro de investigación Agricola, Balsgard), Suecia, mediante el cruce de la variedad 'Cortland' como Parental-Madre x polen de 'Lord Lambourne' como Parental-Padre. Fue introducido en los circuitos comerciales en 1988. Lleva el nombre de Birgit Bonnier, miembro de la familia de editores suecos Bonnier. Birgit Bonnier estaba con su esposo Albert Bonnier Jr. muy interesados en el cultivo de frutas y comenzó un huerto de manzanas orgánicas en Dalarö. En el círculo familiar la llamaban "Biggan" y bajo ese nombre también se conoce a esta manzana en viveros y círculos de jardinería.
'Birgit Bonnier' está cultivada en diversos bancos de germoplasma de cultivos vivos tales como en National Fruit Collection (Colección Nacional de Fruta) de Reino Unido con el número de accesión: 1977-190, y "nombre de accesión 'Birgit Bonnier'"

## Características
'Birgit Bonnier' es un árbol de un vigor moderadamente vigoroso. Tiene un tiempo de floración que comienza a partir del 2 de mayo con el 10% de floración, para el 6 de mayo tiene una floración completa (80%), y para el 16 de mayo tiene un 90% caída de pétalos.
'Birgit Bonnier' tiene una talla de fruto mediano; forma redondeada y aplanada; con nervaduras muy débiles, y corona muy débil; epidermis tiende a ser dura suave con color de fondo es verde amarillento, con un sobre color rojo intenso en la cara expuesta al sol, importancia del sobre color medio (45-65%), y patrón del sobre color rayado / chapa, con rayas algo más oscuras, presenta lenticelas de tamaño medio más claras, ruginoso-"russeting" (pardeamiento áspero superficial que presentan algunas variedades) muy bajo; cáliz es pequeño y cerrado, asentado en una cuenca estrecha y poco profunda; pedúnculo es muy corto y de calibre grueso, colocado en una cavidad poco profunda y  estrecha con las paredes cubiertas de ligero ruginoso-"russeting"; carne de color blanca, de textura crujiente, poco jugoso, sabor dulce picante y un aroma agradable.
Su tiempo de recogida de cosecha se inicia a finales de septiembre. Se mantiene bien durante un mes.

## Usos
Una excelente manzana para comer en postre de mesa, también utilizada para cocinar.

## Ploidismo
Diploide, polen auto estéril. Grupo de polinización: D, Día 14. Para su polinización en la floración esta variedad de manzana es polinizada, entre otras, por Aroma, Cox's Orange Pippin, Ingrid Marie, Katja, y Eva Lotta.

## Susceptibilidades
Presenta cierta resistencia a la sarna del manzano y al mildiu.